# ホーガン・ロヴェルズ法律事務所外国法共同事業
ホーガン・ロヴェルズ（Hogan Lovells）は、米国ワシントンD.C.を拠点とする「Hogan & Hartson」と英国ロンドンを拠点とする「Lovells」が、2010年に合併して設立された法律事務所。